# Dé Kessler
Johann Heinrich Hermann ("Dé") Kessler (Garoet (Nederlands-Indië), 11 augustus 1891 – Bilthoven, 6 september 1943) was een Nederlandse voetballer en cricketspeler.

## Levensloop
Kessler groeide op in een rijke familie. Zijn vader had met handel in olie op Java zoveel geld verdiend, dat hij en zijn kinderen niet hoefden te werken. D.A.J. Kessler (1855-1939) handelde in kunst en werd in 1923 door een grote gift de naamgever van de Kessler Stichting, een organisatie die de opvang van daklozen in de regio Den Haag regelt.
Dé Kessler voetbalde vanaf 1907 voor het Haagse HVV. Op 21 maart 1909 debuteerde hij voor het Nederlands elftal in een met 4-1 gewonnen wedstrijd tegen België, waarin hij tevens scoorde. Met 17 jaar en zeven maanden is hij de op drie na jongste debutant in Oranje en de op een na jongste scorende speler. De linksbuiten kwam tussen 1909 en 1922 tot 21 interlands waarin hij negen keer scoorde en zes keer aanvoerder was. Ook zijn broer Tonny en zijn neven Boelie en Dolph waren international en speelden voor HVV. In 1910 en 1914 werd de ploeg Nederlands kampioen.
Naast voetballer was Kessler actief cricketspeler. Ook in die sport haalde hij het Nederlands elftal. Hij was in 1922 een van de oprichters van de Stichtsche Cricket Club (SCC) uit Bilthoven, waarvoor hij een jaar eerder het terrein had laten aanleggen. Ook in tennis blonk Kessler uit, zo haalde hij de finale in het enkelspel tijdens het Nederland kampioenschap.
Kessler was meester in de rechten en doctorandus in de kunstgeschiedenis. Hij verbleef tijdens zijn studietijd in Zwitserland, waar hij voetbalde voor Grasshopper Club Zürich (1920) en later enige tijd in Italië. In 1930 promoveerde hij met een proefschrift over de 15e-eeuwse schilder Geertgen tot Sint Jans. Hij overleed in 1943 in zijn woonplaats Bilthoven en werd begraven op begraafplaats Den en Rust aldaar.